# Spathipora mazatlanica
Spathipora mazatlanica är en mossdjursart som beskrevs av Jacqueline A. Soule 1976. Spathipora mazatlanica ingår i släktet Spathipora och familjen Spathiporidae. Inga underarter finns listade i Catalogue of Life.